# Xtrem
Xtrem är ett soloalbum av Nisse Hellberg, känd från Wilmer X, utgivet 2001 av skivbolaget EMI.

## Låtlista
1. "Punk Blues"
2. "Ännu en doft från den fina världen"
3. "Helt ny stil"
4. "Det goda livet blir min grav"
5. "Ödlan inom dej"
6. "Värdet av en utsträckt hand"
7. "Extrem aptit"
8. "Dödens dal"
9. "Min lycka har vänt"
10. "En Top Hat, tack!"
11. "Upp ur bunkern"

## Listplaceringar
| Lista (2001) | Topplacering |
| ------------ | ------------ |
| Sverige      | 16           |